# مجموعات فايمار شبه العسكرية

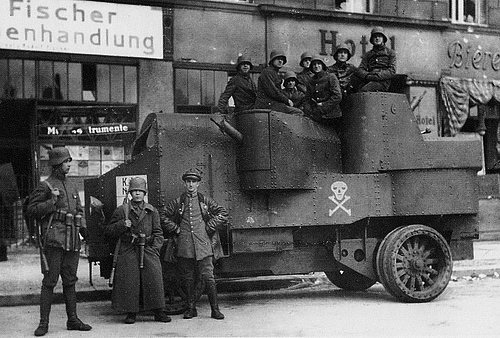

شُكلت مجموعات شبه عسكرية في جميع أنحاء جمهورية فايمار في أعقاب هزيمة ألمانيا في الحرب العالمية الأولى والثورة الألمانية التي تلت ذلك. تم إنشاء بعضها من قبل الأحزاب السياسية للمساعدة في التجنيد والانضباط والاستعداد للاستيلاء على السلطة. تم إنشاء بعضها قبل الحرب العالمية الأولى. تم تشكيل آخرين من قبل الأفراد بعد الحرب وكان يطلق عليهم اسم «فريكوربس». كانت الجماعات المنتسبة للحزب وغيرها من الجهات خارج سيطرة الحكومة، لكن كانت وحدات فريكوربستحت سيطرة الحكومة وإمداداتها وأجورها (عادة من خلال مصادر الجيش).
بعد الحرب العالمية الأولى، تم تقييد الجيش الألماني <a href="./%D8%A7%D9%84%D8%B1%D8%A7%D9%8A%D8%AE%D9%88%D9%8A%D9%87%D8%B1" rel="mw:WikiLink">الرايخويهر</a> ليضم 100000 مجند فقط، لذلك تم تجنيد عدد كبير من جنود الجيش الألماني الإمبراطوري فجأة. وذهب معظمهم لقتال في الجبهة. لقد كانت روح الصداقة الحميمة التي نشأت بسبب طول ورعب حرب الخنادق في الحرب العالمية الأولى. كان العديد من هؤلاء الجنود ممتلئين بالغضب والغضب والإحباط بسبب خسارة ورعب ما شاهدو في الحرب.
كانت الجماعات شبه العسكرية نشطة للغاية في الجمهورية المنكوبة، وكانت تستخدم أحيانًا للاستيلاء على السلطة وفي أحيان أخرى لتهدئة الاضطرابات. تم استخدام فريكوربسفي منطقة البلطيق في عام 1919 من قبل الجنرال روديجر فون دير غولتز لحماية المصالح الألمانية من روسيا. شارك أعضاء فريكوربس الآخرون في أعمال تخريبية ضد قوات الاحتلال الفرنسية والبلجيكية في منطقة الرور عام 1923 بتفجير الجسور. بعد أفراد فريكوربس دبر انقلاب كاب وانقلاب بير هول. استخدم الشيوعيون مجموعاتهم للاستيلاء على السلطة في عدة أماكن في جمهورية فايمار في أوقات مختلفة، لتشكيل Räterepubliken. استخدمت المجموعات شبه العسكرية الأخرى لقمع هذه الانتفاضات.

## قائمة المراجع
- Koepp, Roy G. (2010). المحافظون الراديكاليون: إينووهنر، وبوند بايرن أوند رايش، وحدود السياسة شبه العسكرية في بافاريا، 1918-1928 (دكتوراه). لنكولن، نبراسكا: جامعة نبراسكا.
- Payne، Stanley G. (1995). The History of Fascism, 1914–1945. Madison, Wisconsin: University of Wisconsin Press. ISBN:978-0299148744.  Payne، Stanley G. (1995). The History of Fascism, 1914–1945. Madison, Wisconsin: University of Wisconsin Press. ISBN:978-0299148744.  Payne، Stanley G. (1995). The History of Fascism, 1914–1945. Madison, Wisconsin: University of Wisconsin Press. ISBN:978-0299148744.
- Rosenhaft، Eve (1983). Beating the Fascists?: The German Communists and Political Violence 1929-1933. Cambridge University Press. ISBN:978-0521089388.  Rosenhaft، Eve (1983). Beating the Fascists?: The German Communists and Political Violence 1929-1933. Cambridge University Press. ISBN:978-0521089388.  Rosenhaft، Eve (1983). Beating the Fascists?: The German Communists and Political Violence 1929-1933. Cambridge University Press. ISBN:978-0521089388.